# Mionnay
Mionnay ist eine französische Gemeinde mit 2309 Einwohnern (Stand 1. Januar 2022) im Département Ain in der Region Auvergne-Rhône-Alpes; sie gehört zum Arrondissement Bourg-en-Bresse und zum Kanton Villars-les-Dombes.

## Geographie
Die Gemeinde Mionnay liegt am Südwestrand der Seenlandschaft Dombes an der Grenze zur Gebietskörperschaft Métropole de Lyon, 17 Kilometer nördlich des Stadtzentrums von Lyon. Dieser Nachbarschaft ist die rasante Zunahme der Bevölkerung in der zweiten Hälfte des 20. Jahrhunderts zu verdanken.
Zu Mionnay gehören die Ortsteile Les Platières und Gaillebeau sowie zahlreiche Einzelhöfe.
Nachbargemeinden von Mionnay sind Saint-André-de-Corcy im Nordosten, Montluel und Tramoyes im Südosten, Miribel im Süden, Cailloux-sur-Fontaines und Montanay im Südwesten sowie Civrieux im Nordwesten.

## Bevölkerungsentwicklung
| Jahr                       | 1962 | 1968 | 1975 | 1982 | 1990 | 1999 | 2010 | 2021 |
| Einwohner                  | 310  | 350  | 444  | 778  | 1103 | 2109 | 2077 | 2227 |
| Quellen: Cassini und INSEE |      |      |      |      |      |      |      |      |

## Sehenswürdigkeiten
- Kirche Johannes der Täufer (Église Saint-Jean-Baptiste), Monument historique
- Schloss Beau-Logis
- Schloss Polletins

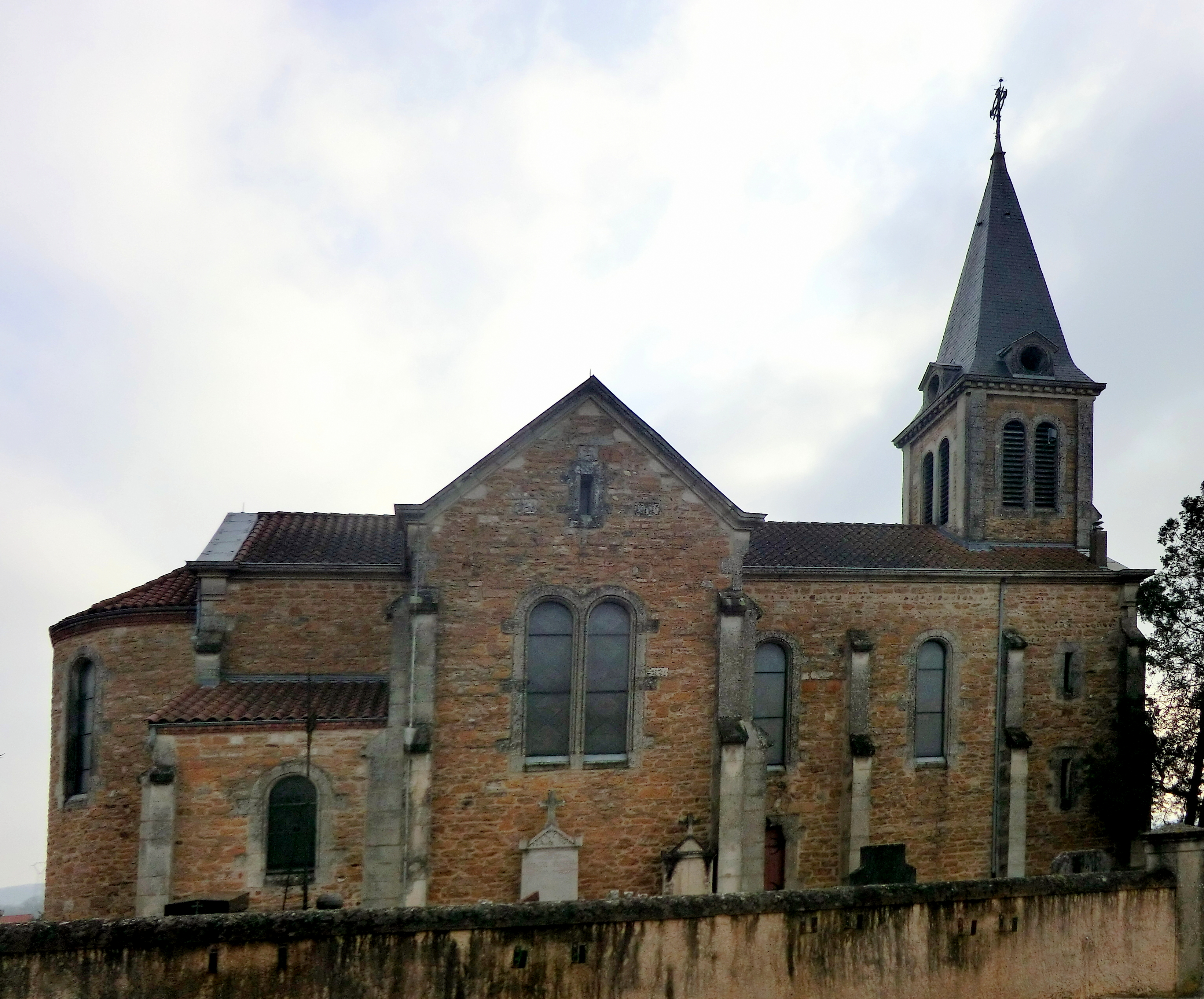
Kirche Saint-Jean-Baptiste
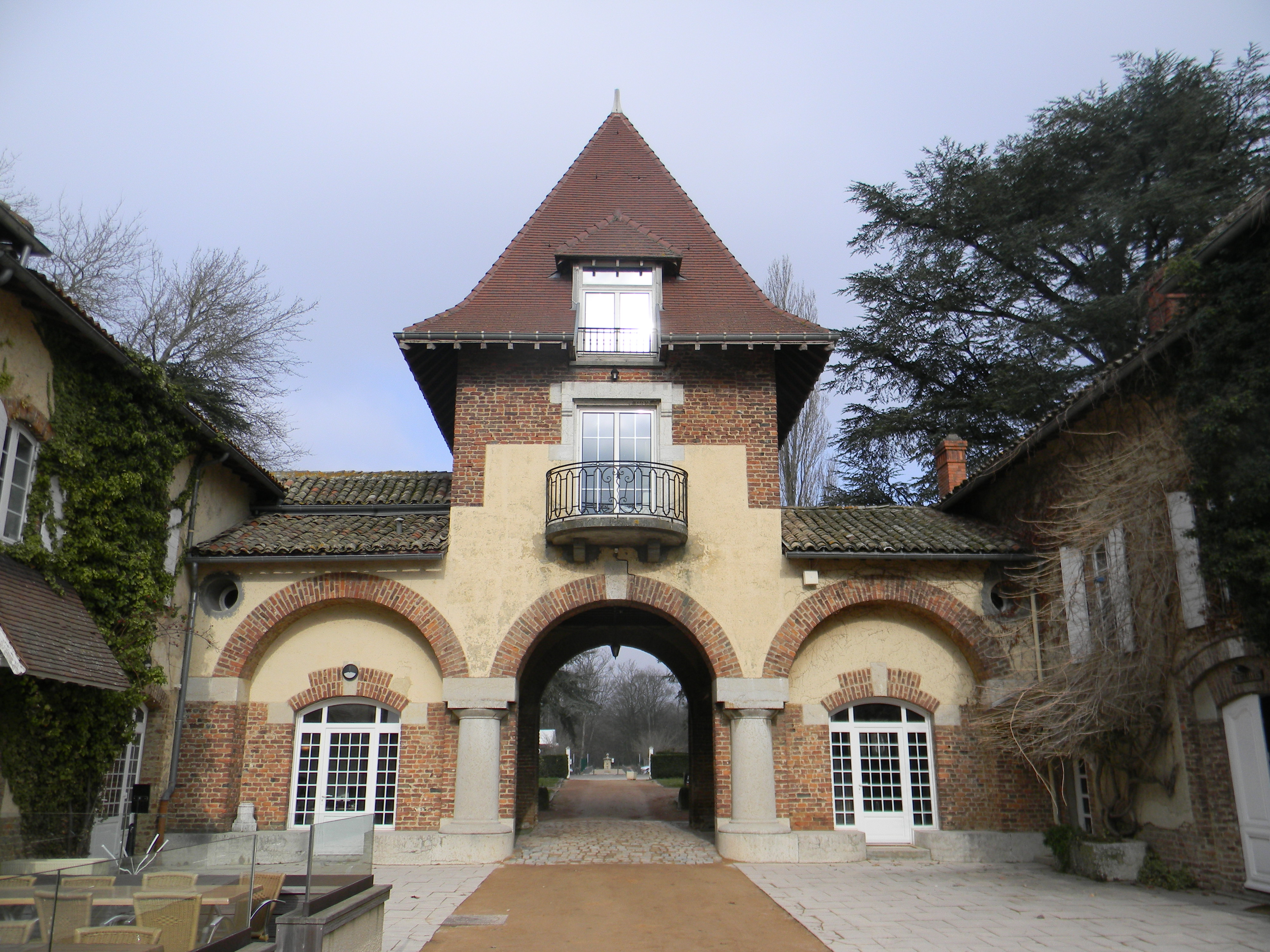
Schloss Beau-Öogis
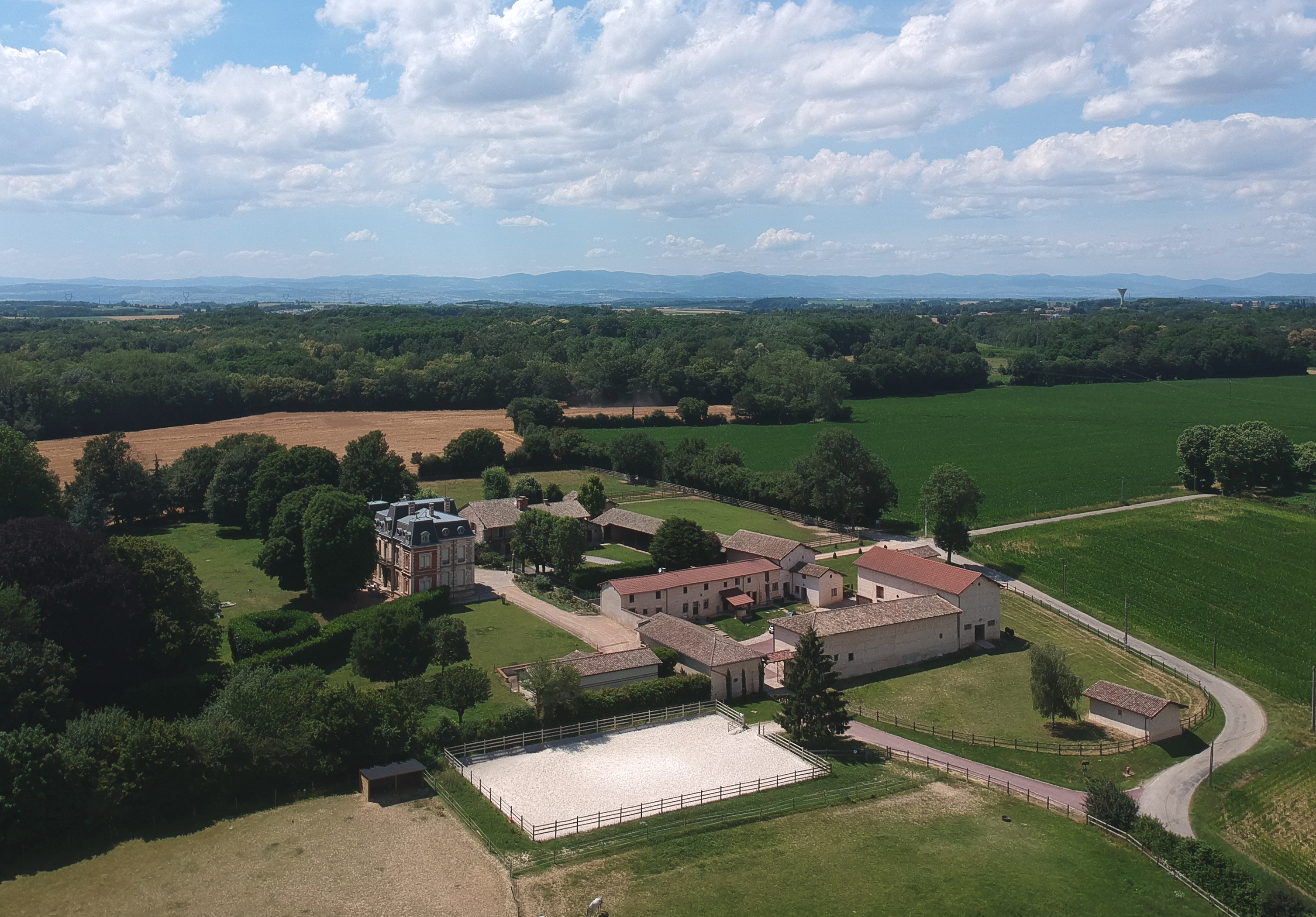
Schloss Polletins
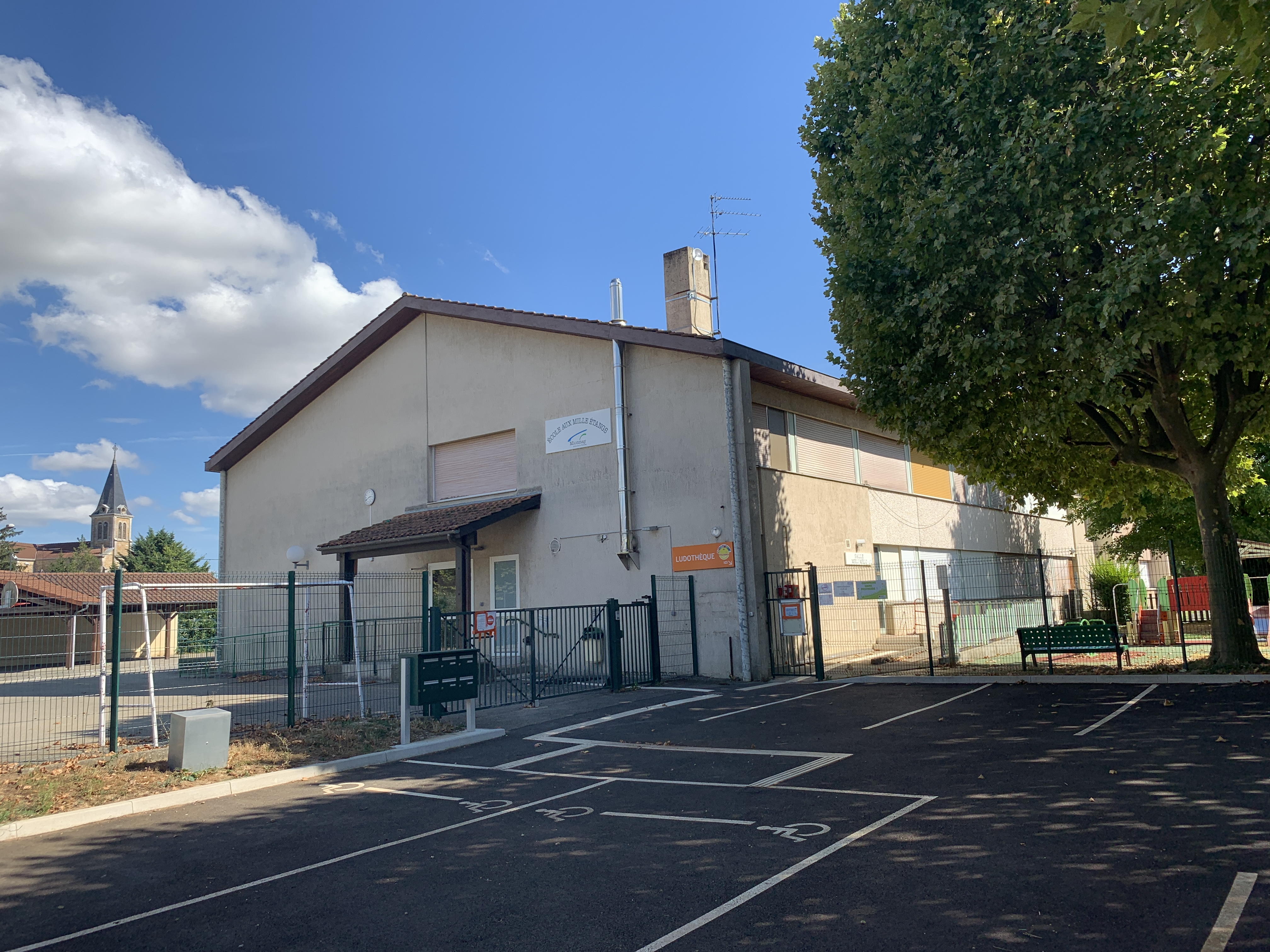
Schule
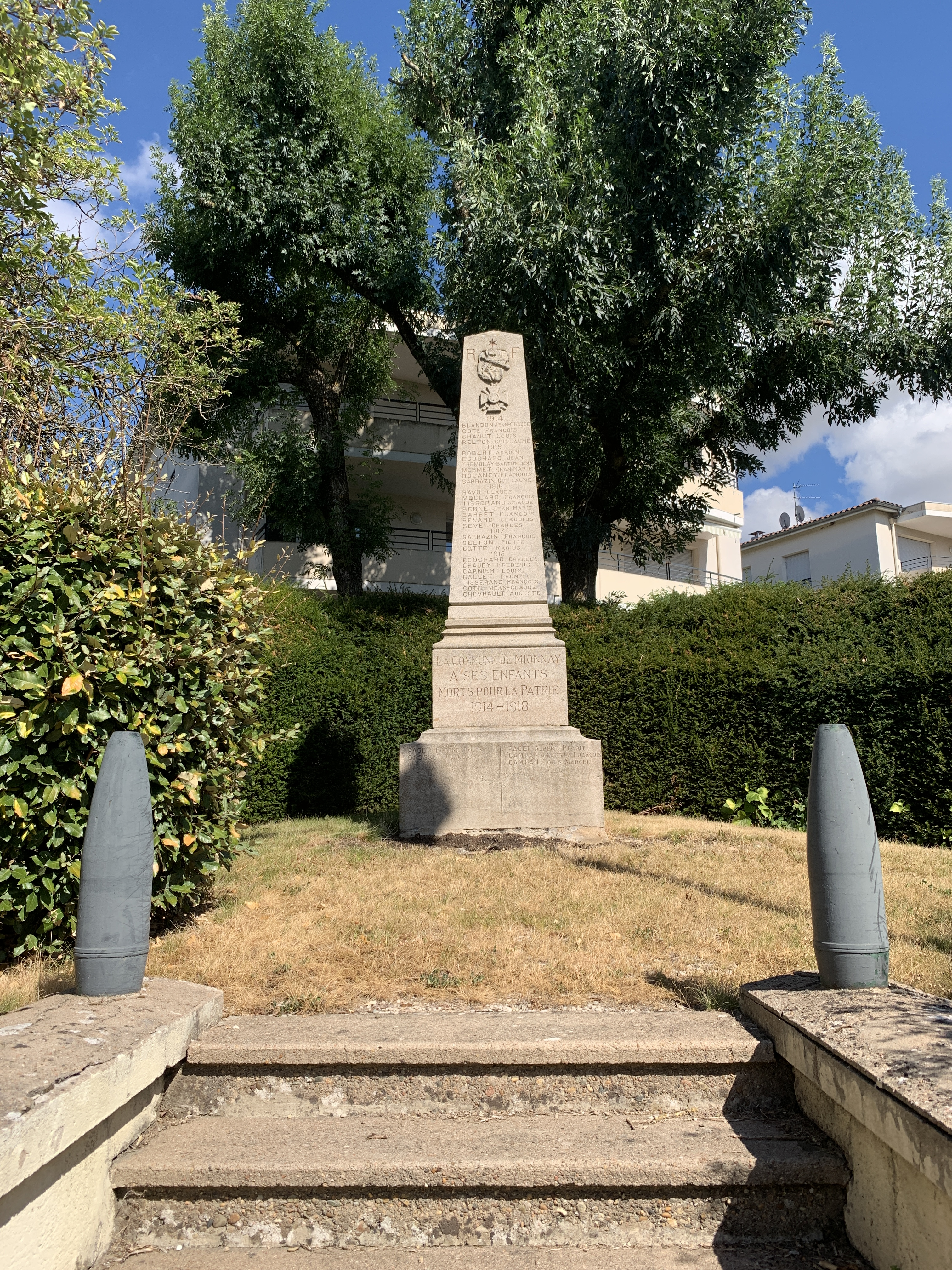
Gefallenendenkmal

## Persönlichkeiten
- Alain Chapel (1937–1990) führte hier sein Restaurant, das ab 1973 mit drei Michelinsternen ausgezeichnet war.